# The Olympic Runners
The Olympic Runners was een Britse funkband.

## Bezetting
- Mike Vernon (percussie)
- Pete Wingfield (keyboards, zang)
- George Chandler[2] (zang)
- Glen LeFleur[3] (drums)
- Joe Jammer[4] (gitaar)
- DeLisle Harper[5] (basgitaar)
- Glen Penniston[6] (drums, zang)

## Geschiedenis
In 1973 stelde de Britse muziekproducent en oprichter Mike Vernon van Blue Horizon Records een groep sessiemuzikanten samen om op een album te spelen met de bluesmuzikant Jimmy Dawkins, opgenomen in de Olympic Studios in Londen. De band bestond uit Pete Wingfield, George Chandler, Joe Jammer, DeLisle Harper en Glen LeFleur, waarvan Chandler, Harper en LeFleur ook lid waren van de jazzfunk-band Gonzalez. Toen Dawkins' aankomst was vertraagd, namen de muzikanten een funknummer op tijdens de vrije studiotijd. Vernon verkocht daarna het nummer Put The Music Where Your Mouth Is, toegeschreven aan The Olympic Runners, aan London Records in New York. Het nummer werd in 1974 een hit in de Amerikaanse r&b-hitlijst (#72).
Volgend op het succes namen de muzikanten een album op met het nummer Grab It, dat zich ook plaatste in de hitlijst. Ze namen in 1975 het tweede album Out in Front op, kort voordat Wingfield zijn eigen solohit Eighteen with a Bullet had. Het derde album Don't Let Up volgde spoedig, samen met een opeenvolging van singles. Het album Hot to Trot uit 1976 werd vermeld als hun beste.
Hun commercieel succes verminderde in de Verenigde Staten op het zelfde moment dat het groeide in het Verenigd Koninkrijk. Hun grootste successen hadden ze in de Britse hitlijst in 1978/1979 met de hitsingles Get It While You Can en Sir Dancealot. In 1979 brachten ze ook de themasong ten gehore voor de film Get It While You Can met Joan Collins, waarmee ze een derde top 40-hit hadden.
De band splitste zich op in 1979. Vernon en Wingfield voegden zich later bij Rocky Sharpe & the Replays en de andere bandleden gingen verder als sessiemuzikanten. Verschillende Olympic Runners-nummers werden gesampled door latere artiesten, waaronder Everlast.

## Discografie

### Singles
- 1974: Do It Over / Put The Music Where Your Mouth Is
- 1975: Grab It
- 1975: Drag It Over Here
- 1975: Sproutin' Out
- 1976: Party Time Is Here To Stay
- 1977: Keep It Up
- 1978: Whatever It Takes
- 1978: Get It While You Can
- 1979: Sir Dancealot
- 1979: Whatever It Takes
- 1979: The Bitch

### Albums
- 1974: Put The Music Where Your Mouth Is
- 1975: Out in Front
- 1975: Don't Let Up
- 1977: Hot to Trot
- 1978: Keeping It Up
- 1978: Puttin' It on Ya
- 1979: Out of the Ground
- 1979: It's a Bitch